# Isigny-le-Buat
Isigny-le-Buat – miejscowość i gmina we Francji, w regionie Normandia, w departamencie Manche.
Według danych na rok 1990 gminę zamieszkiwało 3207 osób, a gęstość zaludnienia wynosiła 44 osoby/km² (wśród 1815 gmin Dolnej Normandii Isigny-le-Buat plasuje się na 55. miejscu pod względem liczby ludności, natomiast pod względem powierzchni na miejscu 1.).